# Exótico (lucha libre)

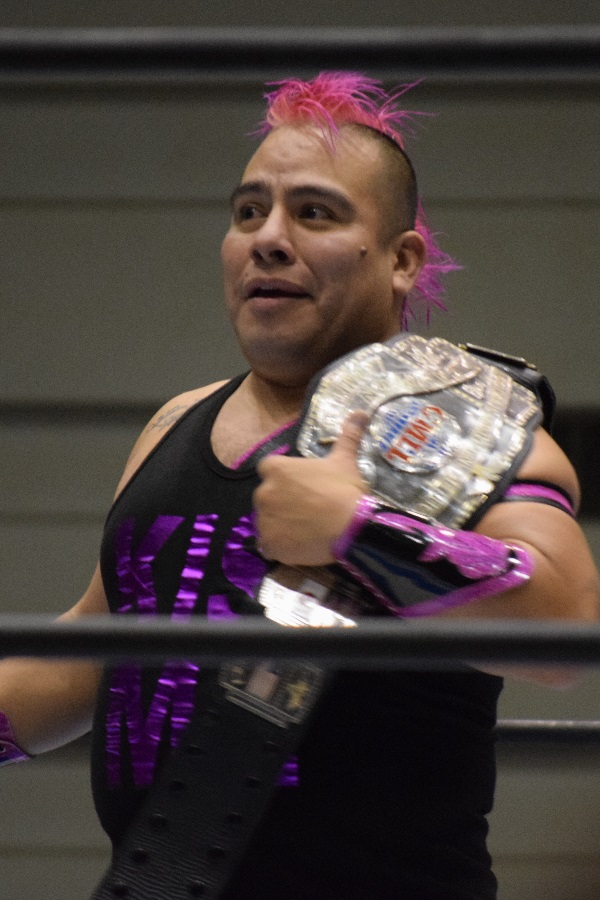
Máximo, conocido luchador de estilo exótico.

Se conoce como exóticos a los luchadores profesionales de sexo masculino cuyos personajes contiene elementos homosexuales y/o afeminados, generalmente en clave de humor. Entre estos pueden hallarse vestuario y manierismos femeninos (drag queen), así como técnicas de lucha sexualmente cargadas y comportamientos provocativos. Este personaje proviene de la lucha libre mexicana, donde es muy popular.

## Concepto
La lucha libre profesional es un deporte escénico con elementos de lucha y acrobacia, todo ello mezclado con drama y ocasional comedia física, en el que los luchadores interpretan personajes que representan héroes, villanos, antihéroes y otros arquetipos. Gran parte de la caracterización proviene de México, donde destacan los luchadores enmascarados y la ambientación camp, incluyendo luchadores enanos y otros rasgos bizarros. Es sobre todo en México que los luchadores heroicos encarnan la masculinidad y la fuerza, rasgos asociados con el clásico rol del "macho" o varón dominante de la cultura latina, mientras que sus antagonistas son retratados con elementos negativos de este arquetipo como la arrogancia y la bravuconería. Por ende, la lucha entre estos dos personajes podría verse como una demostración de virilidad. Los luchadores exóticos, sin embargo, son un desafío a este sistema patriarcal, representando características femeninas sin que ello les impida ser heroicos o aprobados por el público.

## Historia
La historia de los luchadores exóticos ha ido cambiando con el paso del tiempo. Los primeros asemejaban una imagen al dandi. Los luchadores exóticos tuvieron su origen en la década de 1940, cuando el luchador Sterling Davis, bajo el nombre de "Gardenia Davis", interpretaba a un púgil afeminado que hacía su entrada arrojando flores al público. Gardenia subía al cuadrilátero acompañado de un asistente que lo peinaba y lo perfumaba. También, repartía gardenias a las mujeres y les escupía a los varones.
Su popularidad ayudó a que surgieran muchos más de este tipo, como El Bello Greco. Inicialmente se sabía que estos sujetos eran meramente personajes y que no se correspondían con la orientación sexual del que lo interpretaba, pero a mediados de 1980, varios exóticos comenzaron a revelar su homosexualidad públicamente y a pedir respeto para ellos y los que fueran como ellos. De esta manera, la lucha libre se convirtió en una plataforma más para luchar por los derechos del LGBT en México, hecho notable en la difícil situación mexicana con respecto a esta cuestión.
En la actualidad, la compañía mexicana Lucha Libre AAA Worldwide destaca por exóticos como Pimpinela Escarlata, Polvo de Estrellas, Estrella Divina, Mamba y Máximo, miembro de la familia de Los Brazos, y su homólogo Consejo Mundial de Lucha Libre por el conocido Dulce Gardenia. Otros exóticos independientes de renombre son Cassandro, Pasión Kristal y May Flowers. En la compañía estadounidense All Elite Wrestling destaca por exótico como Sonny Kiss.

## Impacto
Como anteriormente se refiere, los exóticos son una reacción contra las normas tradicionales de lo que un hombre debería o no debería hacer, así como contra la idea de que un homosexual no puede defenderse a sí mismo. De la misma manera, ya que las luchadores habitualmente no se enfrentan a hombres, los exóticos permiten una representación de la feminidad a través de su presencia en el cuadrilátero. Este acto ha ayudado a combatir el machismo de la sociedad mexicana, ya que una vez la ventaja de la masculinidad está negada, ésta pierde toda su dominancia. El hecho de que un exótico pueda enfrentarse en igualdad relativa de términos a un luchador masculino y eventualmente derrotarle por sus propios medios es lo que hace a los exóticos un rol tan crucial en la transformación de las normas sociales.
En general, la presencia de estos luchadores ha supuesto un cambio positivo en la tradicionalmente homófoba sociedad mexicana y ha abierto una puerta a la aceptación de la homosexualidad y la igualdad de hombres y mujeres. La antropóloga Heather Levi cita el testimonio de un joven de Tamaulipas que logró superar sus complejos referentes a su sexualidad gracias a ver a un exótico derrotar a su oponente.

## En Japón
La lucha libre japonesa, conocida como puroresu, también posee personajes similares a los exóticos de México. Sin embargo, debido a los diferentes estándares hacia la homosexualidad en la cultura japonesa, estos luchadores tienen una carga mucho más ligera y raramente necesitan ser tomados en serio. Los ejemplos más notables de competidores de corte claramente homosexual son Danshoku Dino y Razor Ramon Hard Gay, pero existen varios otros que usan la sexualidad LBGTI de maneras más creativas, como Shinobu, Otoko Sakari y antiguamente Manabu Murakami.